# Felipe Ernesto de Hohenlohe-Langenburg
El Conde Felipe Ernesto de Hohenlohe-Langenburg (11 de agosto de 1584, Langenburg-29 de enero de 1628, Weikersheim) fue un conde de Hohenlohe-Langenburg. Era el cuarto hijo varón del Conde Wolfgang de Hohenlohe-Weikersheim (1546-1610), quien más tarde sería regente del condado de Weikersheim, y de su esposa Magdalena de Nassau-Dillenburg (1547-1643).
Sirvió en el ejército holandés hasta que heredó el Señorío de Liesvelt de su tío, Felipe de Hohenlohe-Neuenstein. Cuando su padre murió en 1610, él y sus hermanos Jorge Federico (1569-1647) y Carlos (1582-1641) se dividieron la herencia. Jorge Federico recibió Weikersheim; Carlos recibió Neuenstein y Felipe Ernesto recibió el Señorío de Langenburg. Inmediatamente empezó la construcción del Castillo de Langenburg. Pasó mucho tiempo en los Países Bajos, hasta que fue relevado de sus obligaciones como coronel por los Estados Generales.
Murió en 1628, a la edad de 44 años, en Weikersheim, de cálculo renal. Fue enterrado, junto con su esposa, en la cripta de la iglesia de Langenburg. Un monumento de piedra conmemorando a la pareja puede encontrarse detrás del altar.

## Matrimonio e hijos
El 15 de enero de 1609, contrajo matrimonio con la Condesa Ana María de Solms-Sonnewalde (1585-1634), la hija del Conde Otón de Solms-Sonnewalde. Tuvieron los siguientes hijos:
- Wolfgang Otón (1611-1632)
- Felipe Ernesto (1612-1612)
- Luis Crato (1613-1632)
- Felipe Mauricio (1614-1635)
- Jorge Federico (1615-1616)
- Ana Magdalena (1617-1671), desposó al Burgrave Jorge Luis de Kirchberg, Conde de Hachenbach (m. 1686).
- Dorotea (b. 1618)
- Joaquín Alberto (1619-1675), Conde de Hohenlohe-Kirchberg.
- Eva Cristina (1621-1681), desposó al Conde Wolfgang de Hohenlohe-Waldenburg (1617-1658).
- María Juliana (1623-1695), desposó (1) Juan Guillermo, Archicopero y Conde de Limpurg (m. 1655) y (2) Francisco, Archicopero y Conde de Limpurgo (m. 1673).
- Enrique Federico (1625-1699), Conde de Hohenlohe-Langenburg, desposó (1) en 1652 a la Condesa Leonor Magdalena de Hohenlohe-Weikersheim (1635-1657) y (2) en 1658 a la Condesa Juliana Dorotea de Castell-Remlingen (1640-1706).